# Page Eight
Page Eight (bra: A Oitava Página) é um telefilme de suspense político britânico de 2011, escrito e dirigido por David Hare para a BBC. O elenco inclui Bill Nighy, Rachel Weisz, Michael Gambon, Tom Hughes, Ralph Fiennes e Judy Davis. 

## Elenco
- Bill Nighy como Johnny Worricker
- Rachel Weisz como Nancy Pierpan
- Michael Gambon como Benedict Baron
- Judy Davis como Jill Tankard
- Tom Hughes como Ralph Wilson
- Saskia Reeves como Anthea Catcheside
- Ewen Bremner como Rollo Maverley
- Felicity Jones como Julianne Worricker
- Ralph Fiennes como Alec Beasley, Primeiro Ministro
- Alice Krige como Emma Baron
- Holly Aird como Anna Herve
- Richard Lintern como Max Vallance
- Bruce Myers como Joseph Pierpan
- Rakhee Thakrar como Muna Hammami
- Kate Burdette como Allegra Betts
- Andrew Cleaver como Brian Lord
- Marthe Keller como Leona Chew
- Aisling Loftus como Melissa Legge
- James McArdle como Ted Finch

## Lançamento
Teve sua estreia mundial em 18 de junho de 2011 no Festival Internacional de Cinema de Edimburgo e encerrou o 36º FFestival Internacional de Cinema de Toronto em 17 de setembro de 2011.. Foi transmitido pela BBC Two e BBC HD em 28 de agosto de 2011 no Reino Unido, e na PBS nos Estados Unidos em 6 de novembro de 2011. Foi lançado em DVD e Blu-ray em 5 de setembro de 2013 pela Universal Pictures.

## Sequências
O filme posteriormente ganhou duas sequências: Caribe: A Trajetória de Worricker (2014) e Europa: A Trajetória de Worricker (2014), que foram transmitidos na BBC Two em março de 2014.